# دریاچه انریکیو
دریاچه انریکیو (به لاتین: Lake Enriquillo) یک دریاچه آب شور و دریاچه کافتی در جمهوری دومینیکن است که در دشت کول-دو-سک واقع شده‌است. نام آن به صورت انریکه‌یو تلفظ می‌شود.